# Metropolis (Francesco Guccini)
Metropolis è l'ottavo album in studio di Francesco Guccini pubblicato in Italia nel 1981.

## Descrizione
Venne registrato nella primavera del 1981 presso l'Umbi Studio di Modena, venne intitolato "Metropolis" perché, come raccontato dallo stesso autore, «parlava di città, ma non di città qualunque: Bisanzio, Venezia, Bologna, Milano, ovvero centri e metropoli con una storia e un'alta valenza simbolica». Gli arrangiamenti sono curati da Ettore De Carolis.
La copertina del disco ha alcune somiglianze con quella di un 45 giri del 1973 del gruppo bresciano Generazione 73, pubblicato dalla casa discografica Metropole.

## I brani
I brani Venezia e Lager erano già stati incisi nel 1979 dall'Assemblea Musicale Teatrale, sul loro album Il sogno di Alice nel quale sono accreditati a Gian Piero Alloisio e Bruno Biggi. Alloisio, oltre al testo di Venezia, cofirmò qui anche quello di Milano (poveri bimbi di).

## Tracce
Testi e musiche di Francesco Guccini, eccetto dove indicato.
Lato A
1. Bisanzio – 5:14
2. Venezia – 4:02 (testo: Gian Piero Alloisio, Francesco Guccini – musica: Gian Piero Alloisio)
3. Antenòr – 5:19

Durata totale: 14:35
Lato B
1. Bologna – 4:41
2. Lager – 3:46
3. Black-out – 3:56
4. Milano (poveri bimbi di) – 4:53 (testo: Alloisio, Guccini)

Durata totale: 17:16

## Formazione
- Francesco Guccini – voce, chitarra
- Deborah Kooperman – banjo
- Tiziano Barbieri – basso
- Giovanni Pezzoli – batteria
- Paolo Gianolio – chitarra
- Vince Tempera – tastiera
- Jimmy Villotti – chitarra
- Luciano Stella – tastiera
- Juan Carlos Biondini – chitarra
- Fio Zanotti – tastiera
- Giancarlo Ferri – violino
- Andy J. Forest – armonica
- Enzo Felicitati – tromba
- Giampiero Lucchini – flauto